# 弗龍 (挪威)
弗龍（挪威語：Frogn）是挪威阿克什胡斯郡的一個市镇，也是挪威傳統地區福洛的一部分。行政中心为德勒巴克。市镇面积为86平方公里，2020年人口数量为15,959人。
弗龍於1838年1月1日成為一個市鎮。1962年1月1日，德勒巴克併入弗龍市镇。